# NGC 1431
NGC 1431 è una lontana galassia a spirale situata nella costellazione del Toro, a una distanza di circa 437 milioni di anni luce dalla nostra Via Lattea.

## Scoperta
La galassia è stata scoperta il 6 settembre 1864 dall'astronomo tedesco Albert Marth.

## Descrizione
Inizialmente era stata classificata come galassia lenticolare, ma le recenti immagini a più elevata risoluzione dell'indagine Pan-STARRS hanno permesso di rilevare la presenza di bracci di spirale.